# Frida Kahlo

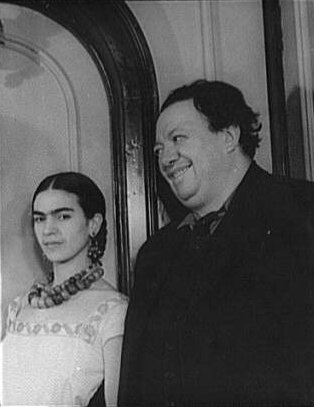
Frida Kahlo med maken Diego Rivera.

Frida Kahlo, egentligen Magdalena Carmen Frieda Kahlo y Calderón, född 6 juli 1907 i Coyoacán, Mexico City, död 13 juli 1954 i Coyoacán, Mexico City, var en mexikansk konstnär.
Kahlo målade framförallt självporträtt och lät sig inspireras av mexikansk populärkultur, och arbetade i en sorts naivistisk folkkonsttradition. I sin konst undersökte hon frågor kring identitet, postkolonialism, genus, klass och etnicitet. Målningarna innehåller ofta element från hennes biografi, hon blandar realism och fantasi, och Kahlos har beskrivits som surrealist eller magisk realist. Hon tillhörde även den postrevolutionära Mexicanidad-rörelsen, som syftade till att definiera en mexikansk identitet. Hon var medlem av det mexikanska kommunistpartiet.
Frida Kahlo visade tidigt intresse för konst, men det var först sedan hon 1925 råkat ut för en trafikolycka och blivit sängliggande som hon började måla. Olyckan orsakade permanenta skador på både hennes ryggrad och livmoder, vilket gjorde att hon under resten av sitt liv kämpade med svåra och ständigt återkommande smärtor och vilket också skulle påverka hennes konst.
Under sin levnad var hon främst känd som hustru till konstnären Diego Rivera. Efter hennes död, när forskare mot slutet av 1970-talet började ifrågasätta uteslutandet av kvinnor och icke-västerländska konstnärer från konsthistorien, blev hon däremot allt mer uppmärksammad. Idag omskrivs hon exempelvis av Tate Modern som "en av de viktigaste konstnärerna under 1900-talet". Hennes konst har setts som symbol för mexikanska nationella och inhemska traditioner, och för feminism på grund av sina kompromisslösa skildringar av kvinnans erfarenheter.

## Biografi

### Tidigt liv
Frida Kahlo föddes den 6 juli 1907 i huset La Casa Azul i Coyoacán, vid denna tid en liten stad i Mexico Citys utkant, i en välbärgad, katolsk medelklassfamilj. Hennes far, av ungersk-judisk härkomst, var fotografen Guillermo Kahlo, född Carl Wilhelm Kahlo i Pforzheim, Tyskland, och hennes mor Matilde Calderón y Gonzalez, av spanskt och mexikanskt-indianskt ursprung. De hade fyra döttrar där Frida var den tredje i barnaskaran. Från hennes fars tidigare äktenskap hade hon även två äldre halvsystrar. Sångerskan och skådespelaren Dulce María är släkt med Frida Kahlo.

### Mexikanska revolutionen
Mexikanska revolutionen började 1910, när Kahlo var tre år gammal. Hon har vid tillfällen påstått att hon var född 1910, förmodligen för att förknippas med revolutionen. I sina texter skriver hon om hur modern föste in henne och hennes systrar i huset när skottsalvor ekade på gatorna, och ibland lagade modern mat åt hungriga revolutionärer. Kahlo fick polio (barnförlamning) när hon var sex år gammal, vilket gjorde att hennes högra ben var smalare än det vänstra, vilket hon ofta dolde i långa kjolar. Det har antagits att hon även led av ryggmärgsbråck, en medfödd missbildning, som kan ha påverkat både ryggraden och benens utveckling. Hon ägnade sig åt boxning och andra sporter som barn. Tidigt under sitt liv var hon aktiv i Mexikos kommunistiska parti. Hon var kommunist under hela sitt liv.
År 1922 började hon på Preparatoria, den "Nationella förberedande skolan", en av Mexikos främsta skolor där hon var en av bara 35 flickor. Under denna period bevittnade Kahlo våld och väpnade strider på Mexico Citys gator då den mexikanska revolutionen fortsatte. År 1925 var hon dock tvungen att avbryta studierna av ekonomiska skäl, och i september samma år var hon med om en allvarlig bussolycka.

### Bussolyckan
Den 17 september 1925, tre år efter att hon påbörjat poliobehandlingen, befann sig Kahlo på en buss som krockade med en spårvagn. Hon skadades allvarligt, bröt ryggraden, nyckelbenet, bäckenet, fick elva frakturer på sitt högra ben, hennes högra fot krossades och vreds ur led och axeln vreds ur led. En ledstång i järn genomborrade buken och livmodern, vilket skadade hennes reproduktionsförmåga. Även om hon tillfrisknade från sina skador och så småningom kunde gå igen, efter att ha tillbringat ett år sängliggande, plågades hon livet ut av en extrem smärta som återkom i perioder. Smärtan var intensiv och gjorde henne ofta sängliggande. Hon genomgick mer än 30 operationer efter olyckan, främst ryggen, det högra benet och foten som dock senare amputerades.

### Äktenskap

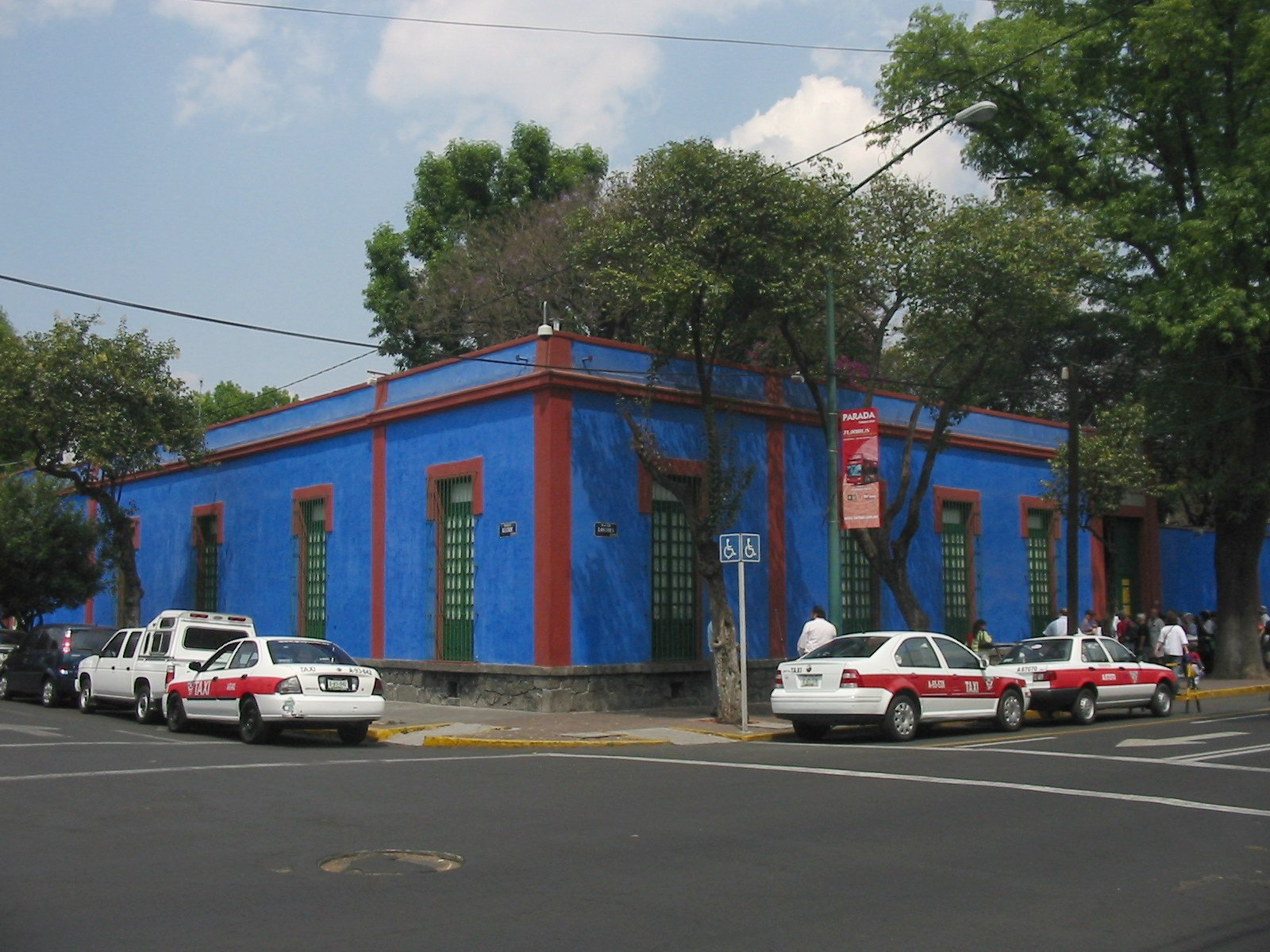
La Casa Azul i Mexico City

Under tillfrisknandet började Kahlo måla med oljefärger; hon målade en naiv konst i stilleben med många självporträtt. Konsten hade ljusa färger. Vid 21 års ålder blev hon kär i den 20 år äldre Diego Rivera, och de gifte sig 1929. Deras äktenskap var långt ifrån problemfritt, och de skilde sig i november 1939 för att återigen gifta sig i december 1940. Kahlo fick flera missfall – hon har påståtts ha varit ofrivilligt barnlös, men även ha gjort flera aborter – och Rivera hade förhållanden vid sidan om äktenskapet. De reste tillsammans till USA och Frankrike, där Kahlo mötte kändisar från konst- och politikvärlden.
Frida Kahlo sägs ha haft ett kortare förhållande med Lev Trotskij när han under en tid 1939 bodde tillsammans med Kahlo och Rivera under sin exil i Mexiko. Detta har dock aldrig kunnat bevisas.

### Livet i USA
Kahlo och Rivera flyttade till USA året efter sitt giftermål, men trots att paret tillbringade flera år i USA trivdes Frida Kahlo aldrig. Hon föraktade den amerikanska kapitalismen och målade flera verk om relationen mellan Mexiko och USA.

### Död
Frida Kahlo avled den 13 juli 1954, efter flera år av alkoholberoende och smärtstillande medel. Den sista tiden fick hon permanent använda rullstol sedan det skadade högerbenet amputerats. Man vet inte om hon dog av sjukdom, eller om hon begick självmord. Hennes man Rivera avled tre år senare, och La Casa Azul, det hus de bodde i, öppnades för allmänheten 1959, och är än idag ett museum.

## Utmärkelser
Nedslagskratern Kahlo på planeten Venus är uppkallad efter henne.

## Konst
Kahlos första separatutställning var på Julien Levy i New York 1938, efter att ha upptäckts av André Breton. Trots att hennes konst nådde viss framgång under 1940-talet blev hon framförallt uppmärksammad efter sin död på 1980-talet, när flera böcker om hennes verk gavs ut. Idag finns en mängd filmer och böcker om hennes liv och verk. På svenska har utgetts brevurvalet Att trotsa smärtan (översättning: Martin Uggla, Bakhåll, 2009).
Kahlo är mest känd för sina självporträtt som speglar henne under olika perioder av sitt liv. De är oftast målade i starka färger och är inte förskönande. Ett exempel på detta är den berömda målningen Autorretrato con Collar de Espinas (Självporträtt med törnehalsband) som är ett självporträtt hon målade när hon klippt av sig håret när Diego Rivera varit otrogen. Hon brukar ofta räknas som surrealist även om hon aldrig själv ansåg detta utan menade att hon bara målade sin egen tillvaro. I sina självporträtt har hon ofta en allvarlig blick. Det finns runt 65 målningar av Kahlo, de flesta i olja. Det första verket målades 1926 och hon var verksam fram till sin död. Diego Rivera såg sin hustru som ett konstnärligt geni.

## Kahlo i populärkultur
- 1986 kom filmen Frida - Naturaleza viva, regisserad av Paul Leduc, med Ofelia Medina och Juan José Gurrola i huvudrollerna.
- 2002 gjordes en film om hennes liv, Frida, med Salma Hayek i titelrollen.[14]
- Kahlo förekommer som rollfigur i Disney Pixars film Coco från 2017.
- I den ryska Netflix serien Trotskij från 2019 är Kahlo även en rollfigur.